# Actimel
Actimel (conosciuto negli Stati Uniti con il nome DanActive) è uno yogurt probiotico prodotto dalla azienda francese Danone dal 2004. Contiene le due colture tradizionali dello yogurt, il Lactobacillus bulgaricus e Streptococcus thermophilus, e un particolare fermento lattico, il Lactobacillus casei IMUNITASS. 

## Diffusione
Distribuito a livello internazionale in bottigliette da 100ml, in confezioni da 4 a 16 porzioni ciascuna a multipli di 2. Dopo che la Danone ha iniziato a produrre l'Actimel, molti altri marchi hanno iniziato a distribuire prodotti probiotici.
Dal 2019 il marchio Danone non appare più, oppure è stata estremamente ridotta la sua presenza sulle confezioni di yogurt, che appare con un'immagine semplificata da pubblicizzare.

## Mascotte
Nel 2006 la Danone ha presentato tre mascotte, due uomini e una ragazza, per sponsorizzare il prodotto L. Casei e Immunitas, questi i nomi dei tre personaggi, tre supereroi che con le loro tute spaziali, i loro poteri e i loro gadget, difendono l'organismo dai batteri; il trio si chiama "Team Actimel".
La squadra è stata promossa anche in altre nazioni, con piccole variazioni nei nomi.
- In Finlandia l'"Actimel Tiimi": Ac, Ti e Mel
- In Germania il "Team Actimel": Captain Ac, Ti e Mel
- In Repubblica Ceca l'"Actimel Team": Tim, Ac ed El
- In Spagna l'"Equipo Actimel": Ele, Casei e Nitass
- In Argentina l'"Equipo Actimel": Ele, Casei e Defensis

In Italia è stato presentato un gioco di carte, giocabile con lamincards in omaggio in ogni confezione. Inoltre le mascotte sono presenti nelle confezioni dell'Actikids, variante dell'Actimel dedicato per i bambini.

## Critiche
Actimel multifrutti contiene 12,5g di zuccheri ogni 100g; questa concentrazione è più alta rispetto alla concentrazione consigliata dall'UK Food Standards Agency (massimo 10g ogni 100g). 
Nel 2009 l'Unione europea ha intimato ai fabbricanti di prodotti come Actimel di fornire una prova scientifica stringente delle asserzioni ripetutamente riportate nelle pubblicità, secondo le quali questi prodotti contribuirebbero a rinforzare le difese naturali dell'organismo.
I benefici dichiarati risultano essere riduzione dell'incidenza di diarrea, riduzione delle riniti nei bambini, miglioramento nelle funzioni immunitarie negli adulti e riduzione delle infezioni invernali negli anziani.

## Gusti
Actimel ed Actikids sono attualmente presenti nei seguenti gusti:
- Actimel Bianco
- Actimel Bianco 0%
- Actimel Agrumi
- Actimel Ciliegia
- Actimel Fragola
- Actimel Fragola 0%
- Actimel Frutti di bosco
- Actimel Ginseng 0%
- Actimel Lampone 0%
- Actimel Melograno
- Actimel Mirtillo
- Actimel Multifrutti
- Actimel Pesca e Pappa reale
- Actikids Fragola
- Actikids Fragola Banana
- Actikids Vaniglia